# 稲子恒夫
稲子 恒夫（いなこ つねお、1927年2月7日 - 2011年8月23日）は、ソビエト法・社会主義法研究者。
1948年東京大学法学部卒業。名古屋大学で法学部長を務めた。1990年名古屋大学名誉教授。日中友好協会愛知県連合会顧問。

## 著作
- エス・エス・ストデニキン著、稲子恒夫・渓内謙共訳『ソヴェト行政法』(ソヴェト法律学大系3）巌松堂書店、1956年
- パシュカーニス著、稲子恒夫訳『法の一般理論とマルクス主義』(原典法学叢書)日本評論新社 1958年、日本評論社 1971年
- 稲子恒夫著『ソビエト国家組織の歴史』日本評論社、1964年
- 稲子恒夫著『ソビエト法入門』(入門シリーズ)法律文化社、1965年
- ステールニク著、稲子恒夫訳『法律家としてのレーニン』日本評論社、1970年
- 稲子恒夫著『革命後の法律家レーニン』 日本評論社、1974年
- 稲子恒夫著『現代中国の法と政治』日中出版、1975年
- ノーボスチ通信社編、稲子恒夫訳『新ソ連憲法・資料集』ありえす書房、1978年
- 稲子恒夫著『ロシア革命』(教育社歴史新書)教育社、1981年
- 稲子恒夫著『日本法入門』法律文化社、1981年
- 稲子恒夫著『ペレストロイカは進む : スターリン時代の遺産とのたたかい』青木書店、1988年
- 稲子恒夫・鮎京正訓共著『ベトナム法の研究』日本評論社、1989年
- ザコーン著、稲子恒夫訳『ソ連の新しい法律』no.1　no.2、ナウカ、1990年
- 稲子恒夫著『政治法律ロシア語辞典』ナウカ、1992年
- 稲子恒夫編著『ロシアの20世紀』東洋書房、2007年4月